# Новокуйбишевск
Новокуйбишевск (на руски: Новокуйбышевск) е град в Самарска област, Русия, 20 км югозападно от град Самара,
разположен на левия бряг на река Волга. Населението му към 1 януари 2018 година е 102 075 души.